# Talpó de Cabrera
El talpó de Cabrera (Microtus cabrerae) és una espècie de talpó que es troba a la península Ibèrica.
S'assembla al talpó camperol, però és més gros i fosc. Té el dors bru fosc, i el ventre gris fosc, amb els pèls de la gropa clarament més llargs que la resta.
Vessants humits i peus de vessant en zones de clima mediterrani entre 500 i 1.000 metres d'altura, tot i que evita els llocs d'estius més calorosos. També es troba en maresmes costaneres, pastures, camps i boscs clars. La distribució és molt fragmentària, amb poblacions petites aïllades.
És nocturn, i a l'estiu no surt de les seves galeries subterrànies. Menja fulles i tiges de gramínies i d'altres plantes herbàcies.